# Kelumpang Hulu
Kelumpang Hulu (indonez. Kecamatan Kelumpang Hulu) – kecamatan w kabupatenie Kotabaru w prowincji Borneo Południowe w Indonezji.
Kecamatan ten graniczy od północy z kecamatanem Sungai Durian, od wschodu z kecamatanami Kelumpang Barat, Kelumpang Selatan, Kelumpang Hilir i wodami Cieśniny Makasarskiej, od południa z kabupatenem Tanah Bumbu, a od zachodu z kecamatanem Hampang.
W 2010 roku kecamatan ten zamieszkiwały 14 414 osoby, z których 100% stanowiła ludność wiejska. Mężczyzn było 7 592, a kobiet 6 822. 11 180 osób wyznawało islam, 1 064 chrześcijaństwo, a 735 buddyzm.
Znajdują się tutaj miejscowości: Bangkalan Dayak, Bangkalan Melayu, Banua Lawas, Cantung Kiri Hilir, Karang Liwar, Karang Payau, Laburan, Mangkirana, Sungai Kupang, Sidomulyo.